# Paul Stinckens
Marie Paul José Stinckens (Weert, 25 juni 1953) is een Belgisch voormalige kajakker. Hij nam driemaal deel aan de Olympische Spelen en behaalde daarbij geen medailles. Hij nam verschillende malen deel aan de wereldkampioenschappen en behaalde daarbij één zilveren en één bronzen medaille.

## Biografie
Stinckens nam in 1972 op de K4 1000 m deel aan de Olympische Spelen in München. De Belgische ploeg greep met een vierde plaats in de halve finale net naast een finaleplaats. In 1973 behaalde hij samen met clubgenoot Jos Broekx brons op de wereldkampioenschappen K2 10.000 m In 1974 veroverde hetzelfde duo de zilveren medaille. Op deze wereldkampioenschappen haalde hij met Jos Broekx ook de finale van de K2 1000 m, en aangevuld met clubgenoten Paul Broekx en Jacky Alders ook die van de K4 1000, ook een olympisch nummer. Op de Olympische Spelen van 1976 wordt hij met hetzelfde viertal opnieuw vierde in de halve finale. Met Jos Broekx haalde hij verschillende ereplaatsen op de wereldkampioenschappen K2 10.000 m en in 1977 ook een finaleplaats op het olympisch nummer K2 1000 m. Op de Olympische Spelen van 1980 werden ze op dit nummer vijfde in de halve finale.
Stinckens was lid en bestuurslid van Neerpeltse Watersport Club. Hij is de schoonbroer van Jos en Paul Broekx.

## Palmares

### K2
- 1973:  wereldkampioenschappen te Tampere - 10.000m - 41.09,56
- 1974:  wereldkampioenschappen te Mexico-Stad - 10.000m - 42.29,87
- 1974: 9e wereldkampioenschappen te Mexico-Stad - 1000m - 3.49,30
- 1975: 5e wereldkampioenschappen te Belgrado - 10.000m - 39.31,20
- 1977: 6e wereldkampioenschappen te Sofia - 1000m - 3.36,05
- 1977: 6e wereldkampioenschappen te Sofia - 10.000m - 40.04,04
- 1978: 6e wereldkampioenschappen te Duisburg - 10.000m - 40.46,54
- 1979: 6e wereldkampioenschappen te Duisburg - 10.000m - 41.44,86
- 1980: 5e ½ fin. Olympische Spelen te Moskou - 1000m
- 1981: 8e wereldkampioenschappen te Nottingham - 10.000m - 40.47,78

### K4
- 1972: 4e ½ fin. Olympische Spelen te München - 1000m
- 1974: 9e wereldkampioenschappen te Mexico-Stad - 1000m - 3.41,26
- 1976: 4e ½ fin. Olympische Spelen te Montréal - 1000m